# Північний варіант
Північний варіант (рос. Северный вариант) — радянський художній телефільм 1974 року, знятий на Свердловській кіностудії.

## Сюжет
У містечку під назвою Гіблая Протока бригада нафтовиків другий рік веде розвідувальні роботи. Бригадир Юрій Кожеватов ходить похмуріше хмари: прогноз геофізиків не підтверджується — нафти на північному напрямку немає. Життя ускладнюють любовні розбрати: через красуню Алевтину бурильники побилися, і Кожеватов відправляє її на велику землю. Начальник розвідки Шинкарьов їде в Москву з проханням дати ще час на пошуки нафти. Північний варіант під загрозою закриття.

## У ролях
- Олег Анофрієв — Юрій Іванович Кожеватов, бригадир нафтовиків
- Євген Лебедєв — Антон Васильович Шинкарьов
- Юхим Копелян — міністр
- Валентина Владимирова — тьотя Таня, кухарка
- Юрій Пузирьов — Ілля Миколайович
- Марина Швидка — Наталка
- Гіві Тохадзе — Курбан-ага, майстер
- Марина Поляк — Наталка
- Ольга Селезньова — Алевтина
- Володимир Артьомов — Федір, нафтовик
- Лев Барашков — нафтовик
- Михайло Васьков — Боря, нафтовик
- Микола Горохов — епізод
- Олександр Ліпов — Костя, нафтовик
- Данило Нетребін — Максим, нафтовик
- Олександр Пархоменко — епізод
- Олексій Інжеватов — Степан, нафтовик
- Василь Басіхін — епізод

## Знімальна група
- Режисер — Ольгерд Воронцов
- Сценарист — Костянтин Ісаєв
- Оператор — Анатолій Лєсніков
- Композитор — Леонід Афанасьєв